# لیگ حرفه ای فوتبال ازبکستان
لیگ حرفه ای فوتبال ازبکستان ، به طور خلاصه UzPFL (ازبکستان :Oʻzbekiston professional futbol ligasi / Ўзбекистон профессионал футбол лигаси ، OʻzPFL ، ЎзПФЛ ) - سازمان فوتبالی که کل سیستم لیگ های فوتبال این کشور را مدیریت و نظارت می کند. در سال 2008، به دنبال توصیه کنفدراسیون فوتبال آسیا، از فدراسیون فوتبال ازبکستان جدا شد تا به یک سازمان مستقل تبدیل شود.
برگزاری مسابقات فوتبال حرفه ای مانند سوپرلیگ، لیگ برتر، لیگ یک، لیگ برتر و لیگ یک فوتسال، جام ازبکستان، جام لیگ، سوپرجام ازبکستان، مسابقات قهرمانی زیر 19 و 21 سال ازبکستان و غیره را هماهنگ می کند. در مورد فعالیت های ورزشی و سازمانی و مدیریتی و همچنین روابط آنها آموزش می دهد.
سازماندهی مسابقات فوتبال در سطوح مختلف را با همکاری وزارتخانه ها، ادارات، شرکت ها و سازمان های ازبکستان تسهیل می کند.
این لیگ از نظر مجوز یکی از لیگ های پیشرو در آسیا است.
از مارس 2024، پنج شرکت در ازبکستان حامیان رسمی لیگ هستند.

## تاریخچه
در سال 1992 بخشی از ساختار سازمانی فدراسیون فوتبال ازبکستان و بخش مسئول برگزاری مسابقات فوتبال حرفه ای در ازبکستان بود. در اوایل سال 2008، کنفدراسیون فوتبال آسیا به فدراسیون فوتبال ازبکستان توصیه کرد که PFL را به عنوان یک سازمان جداگانه تأسیس کند. در 20 ژوئن 2008 در مجمع عمومی فدراسیون فوتبال و باشگاه های فوتبال ازبکستان تأسیس شد و در 2 ژوئیه توسط وزارت دادگستری جمهوری ازبکستان به ثبت رسید.
از سال 2008 تا 2018 مسابقات قهرمانی فوتبال جوانان ازبکستان را برگزار کرد. از سال 2019 تا 2023 نظارت بر برگزاری فوتبال بانوان ( لیگ برتر ، لیگ اول، جام حذفی، سوپرجام) و از سال 2017 تا 2025 مسابقات قهرمانی فوتسال ( لیگ برتر ، جام حذفی و غیره) ازبکستان را بر عهده داشت. 
در 10 ژانویه 2023 به عضویت انجمن لیگ های جهانی درآمد.

## هدف و اهداف
هدف اصلی لیگ فوتبال حرفه ای ازبکستان هماهنگی برای برگزاری مسابقات فوتبال حرفه ای در خاک جمهوری ازبکستان در بین تیم های فوتبال در سوپر لیگ مربوطه، لیگ برتر، لیگ اول، جام ازبکستان، جام لیگ، سوپرجام ازبکستان است. ، تمام رده های سنی ازبکستان. سازماندهی و اجرای مسابقات بین باشگاه های فوتبال، هماهنگی مسابقات فوتبال حرفه ای، سازماندهی و اجرای مسابقات بین باشگاه های فوتبال و همچنین مدیریت فعالیت ها و روابط ورزشی، سازمانی و مدیریتی آنها.
هر ماه بر اساس رای کارشناسان، برندگان را در نامزدهای بهترین بازیکن، بهترین داور، بهترین گل در سوپرلیگ ازبکستان مشخص می کند و کار اهدای جوایز به آنها را سازماندهی می کند. هر ماه، برندگان بهترین باشگاه فوتبال ازبکستان، بهترین بازیکن زن/مرد، بهترین داور و سایر نامزدها را مشخص می کند و جوایز آنها را در پایان سال سازماندهی می کند.

## رهبران
فرخاد ماگامتوف به عنوان اولین رئیس این سازمان در سال های 2008-2017 کار کرد. از سپتامبر 2017 تا 2019، آمون گفوروف ریاست این سازمان را بر عهده داشت. بعداً در سال 2019-2020، این سازمان توسط داورون شوقربانوف اداره شد. دیور امامخجایف که از سال 2020 تا 2022 به طور موقت به عنوان مدیر کل فعالیت می کرد، در سال 2022 به عنوان مدیر کل این سازمان منصوب شد.
| نام               | منصوب شد   | ناامید     |
| ----------------- | ---------- | ---------- |
| فرخاد ماگامتوف    | 04.09.2008 | 04.09.2017 |
| اومون گفوروف      | 04.09.2017 | 17.06.2019 |
| داورون شوکوربانوف | 17.06.2019 | 2020/05/26 |
| دیور امامخجایف    | 2020/05/26 | تا کنون    |

### کمیته اجرایی
دیور امامخجایف، مدیر کل. 
اودیل احمدوف ، عضو کمیته اجرایی، نایب رئیس فدراسیون فوتبال ازبکستان.
تولابک آکراموف ، عضو کمیته اجرایی، رئیس باشگاه لوکوموتیو تاشکند.
بهدر میرزایف، عضو کمیته اجرایی، مدیر کل باشگاه فوتبال آلمالیق. 
علیشیر یوسفوف، عضو کمیته اجرایی، مدیر اف سی نسف. 
اویبخان ابراهیم خانوف، عضو کمیته اجرایی، مشاور حقوقی لیگ حرفه ای فوتبال ازبکستان.

## ازبکستان حرفه ای فوتبال لیگ مسابقات تحت صلاحیت

### سوپرلیگ ازبکستان

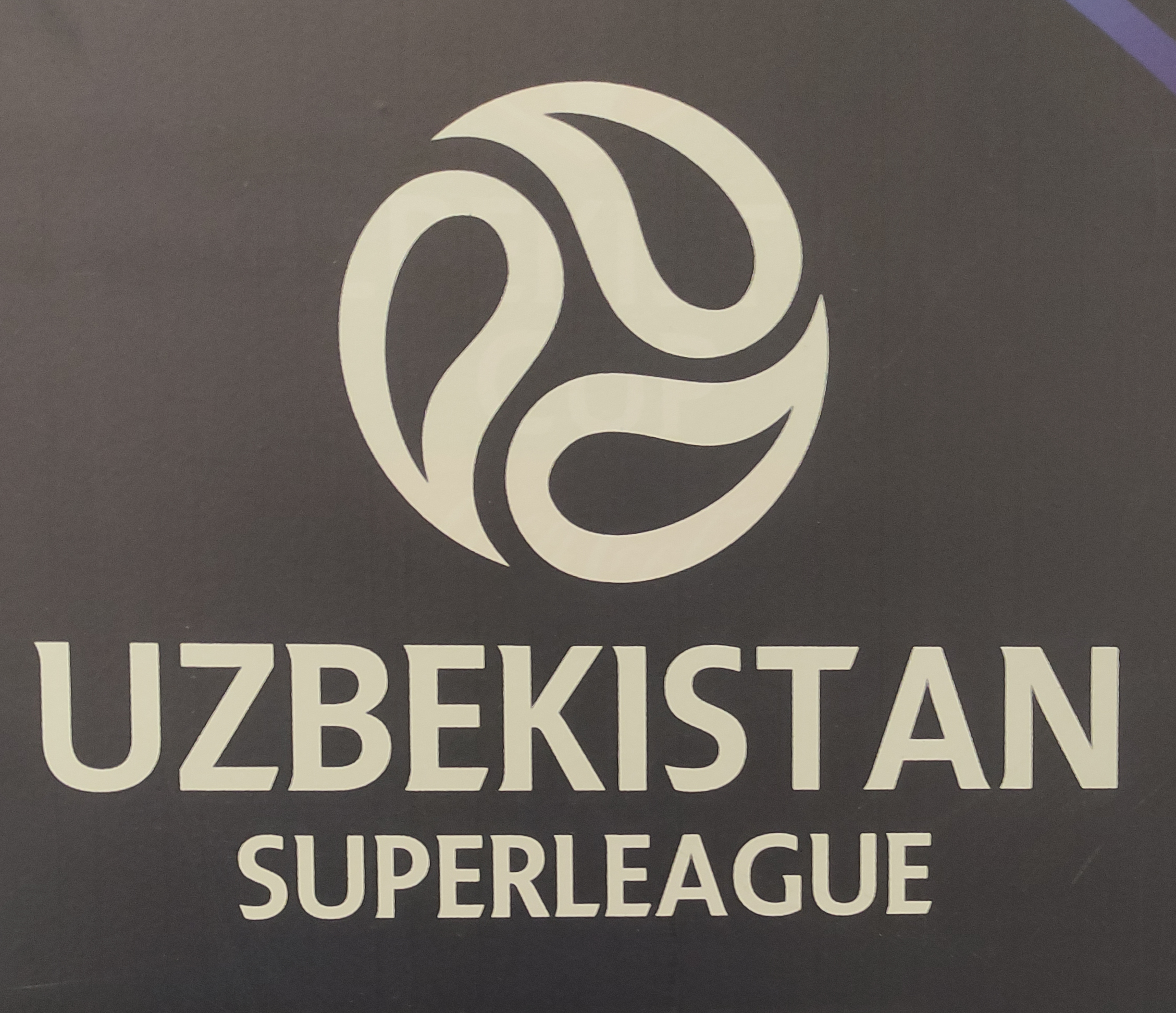
سوپرلیگ ازبکستان

سوپر لیگ کوکا کولا بالاترین بخش در سیستم مسابقات فوتبال ازبکستان است که باشگاه های فوتبال حرفه ای در آن شرکت می کنند. در سال 1992 با نام لیگ اولی تاسیس شد. در مجموع 14 تیم شرکت خواهند کرد. مسابقات قهرمانی در ماه های مارس تا نوامبر برگزار می شود و هر تیم 26 بازی برگزار می کند. این مسابقات تا سال 2018 به طور رسمی لیگ اولی نامیده می شد. از سال 2019، اسپانسر عنوان ابتدا سوپر لیگ پپسی و سپس سوپر لیگ کوکا کولا از سال 2020 نامیده می شود. در تاریخ مسابقات قهرمانی ازبکستان، در مجموع 41 باشگاه شرکت کردند که تنها 7 باشگاه به سکوی قهرمانی رسیدند: "پختاکور" - 16 بار، "نفتچی" - 5 بار، "بنیودکور" - 5 بار، "لوکوموتیو". - 3 بار، "دوستلیک" - 2 بار، MHSK - 1 بار، "نوبهور" - 1 بار، "نسف" - 1 بار. در سال های مختلف تعداد تیم های حاضر در مسابقات قهرمانی ازبکستان متفاوت بود. در سال های اول 16 تیم در مسابقات قهرمانی شرکت می کردند سپس در سال های مختلف تعداد تیم ها 14، 18 و 20 تیم بود. در سال 2025 تعداد تیم های قهرمانی یک بار 16 تیم بود.

### جام ازبکستان

این یک رقابت جام ملی فوتبال است که توسط لیگ حرفه ای فوتبال ازبکستان برگزار می شود. مسابقات جام ازبکستان از سال 1992 برگزار می شود. اولین برنده این مسابقات تیم اف سی نوبهور نمنگان است. برندگان جام ازبکستان حق حضور در لیگ قهرمانان آسیا را کسب کردند.
باشگاه پاختاکور رکورددار تعداد پیروزی در جام ازبکستان (13 بار) محسوب می شود. باشگاه های بنیادکار و نسف قارشی هر کدام 4 بار، نوبهور نمنگان و لوکوموتیو تاشکند هر کدام 3 بار، نفتچی فرغونا 2 بار، AGMK، اندیجان و داستلیک تاشکند - هر کدام 1 بار. 

### جام لیگ ازبکستان
جام لیگ ازبکستان یک رقابت سالانه فوتبال مردان است. این مسابقات که از سال 2010 توسط لیگ حرفه ای فوتبال ازبکستان و اتحادیه فوتبال ازبکستان برگزار می شود، در سال 2016-2018 برگزار نشد. جام لیگ ازبکستان برای اولین بار در سال 2019 برگزار شد. به دعوت UzPFL عمدتاً باشگاه های ازبکستانی و همچنین باشگاه های فوتبال از قرقیزستان ، تاجیکستان ، ترکمنستان و قزاقستان حضور خواهند داشت. اولین برنده این مسابقات تیم «پختاکور» از تاشکند است.

### سوپر جام ازبکستان

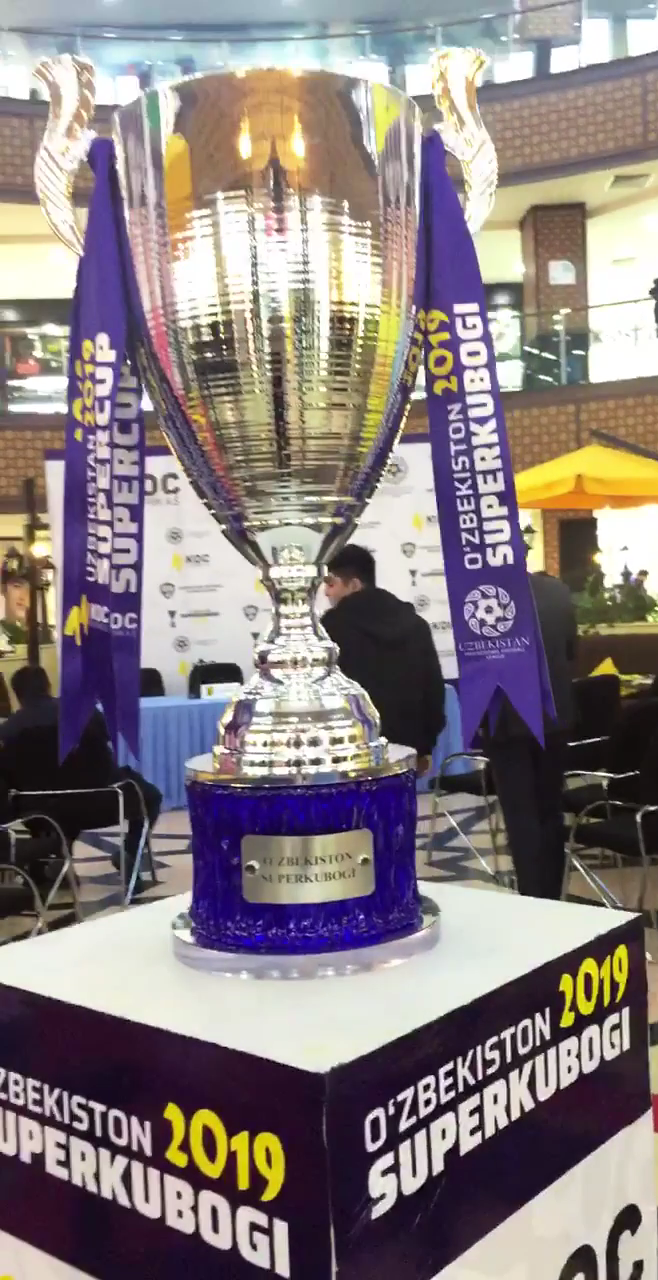
سوپر جام ازبکستان 2019

مسابقات فوتبال پیش فصل یک مسابقه که هر ساله قبل از شروع فصل در ازبکستان برگزار می شود. این مسابقات با فاتح لیگ ازبکستان و جام ازبکستان در فصل قبل برگزار می شود. 

### لیگ حرفه ای ازبکستان
در تاریخ 21 نوامبر 2017، طبق تصمیم مدیریت لیگ برتر ازبکستان، لیگ اول ازبکستان از فصل 2018 رسماً به لیگ برتر ازبکستان تغییر نام داد. لیگ از 18 به 16 تیم کاهش یافت. 

### لیگ اول ازبکستان
از سال 2010 شروع به کار کرده است. از فصل 2010، مسابقات لیگ اول به دو منطقه تقسیم شده است: منطقه شرق و منطقه غرب. تیم های منطقه شرق از باشگاه های فوتبال منطقه اندیجان، نمنگان، فرغانه و تاشکند تشکیل شده اند. تیم های منطقه غرب متشکل از باشگاه های فوتبال سیردریا، جیزاخ، ناوی، سمرقند، کشکدریا، سرخاندریا، بخارا، خوارزم و جمهوری کاراکالپاکستان هستند. تعداد تیم های شرکت کننده در هر منطقه: 12.
لیگ اول ازبکستان قبلاً به عنوان یک رقابت درجه دو در سیستم فوتبال خدمت می کرد. پس از تأسیس لیگ برتر در سال 2018، لیگ یک از سال 2020 مجدداً سازماندهی شد و اکنون به عنوان رقابت های درجه سه کشور شناخته می شود.

### قهرمانی زیر 21 سال
رقابتی که در آن تیم های جوانان تیم های سوپرلیگ در سیستم فوتبال ازبکستان بازی می کنند. طبق مقررات UzPFL، بازیکنان 21 سال و کمتر در آن شرکت خواهند کرد. مسابقات قهرمانی زیر 21 سال یک روز پس از بازی های تیم اصلی برگزار می شود. 

### قهرمانی زیر 19 سال
تیم ملی جوانان زیر 19 سال از افتخارات ازبکستان در مسابقات قهرمانی فوتبال جوانان جهان (U20)، قهرمانی آسیا زیر 19 سال (U19) و سایر مسابقات دفاع خواهد کرد. رقابتی بین تیم های زیر 19 سال باشگاه های سوپرلیگ و لیگ برتر. مسابقات قهرمانی زیر 19 سال در سال 2021 تأسیس شد. در آن تمامی باشگاه های دو دسته برتر با شاگردان خود برای قهرمانی مبارزه خواهند کرد. رقابتی بین تیم های زیر 19 سال باشگاه های سوپرلیگ و لیگ برتر. مسابقات قهرمانی زیر 19 سال در سال 2021 پایه گذاری شد و در آن تمامی باشگاه های دو دسته برتر با شاگردان خود برای قهرمانی مبارزه خواهند کرد. 

## مسابقات وابسته

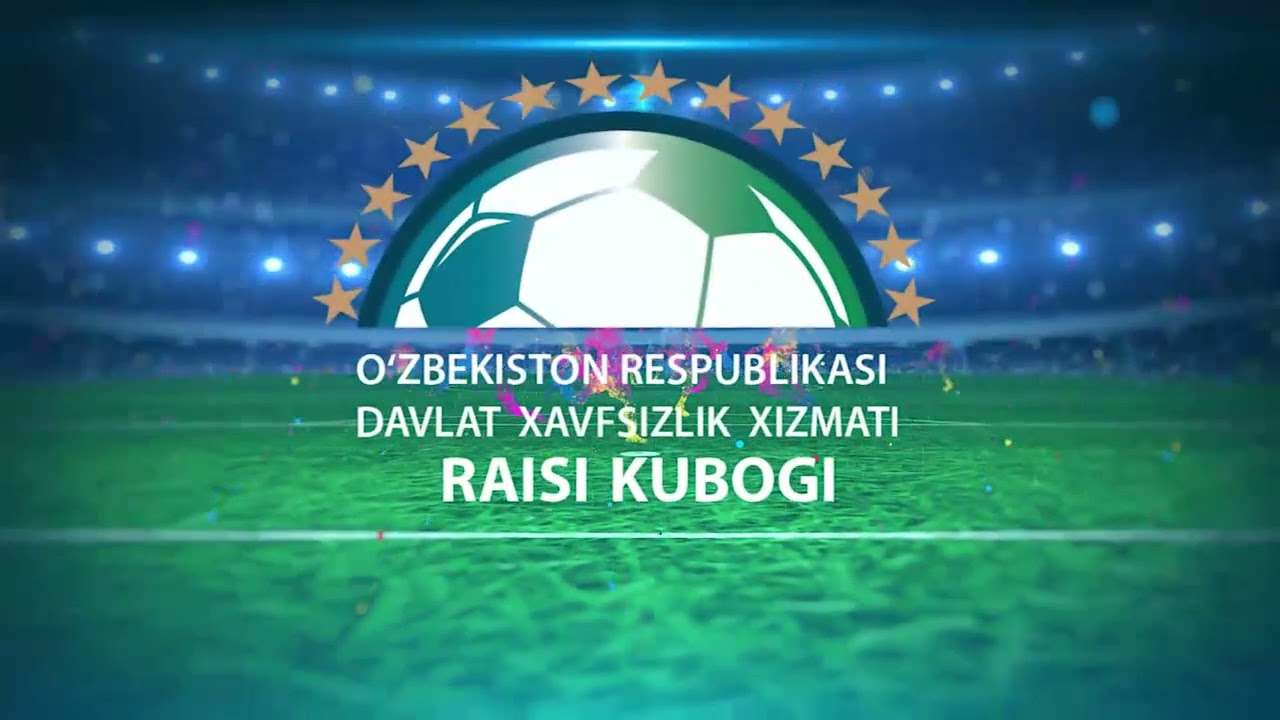
جام خدمات امنیت دولتی

با همکاری سرویس امنیت دولتی جمهوری ازبکستان ، وزارت ورزش و آژانس امور جوانان، جام سرویس امنیت دولتی (ازبکی: DXX kubogi) برگزار خواهد شد. 
همچنین میزبان مسابقات جام دانشجویی با همکاری وزارت آموزش عالی، علوم و نوآوری، وزارت امور داخله و فدراسیون فوتبال است. 

## حامیان
لیگ حرفه ای فوتبال ازبکستان در سال 2018-2019 با "پپسی کو" همکاری کرد. از سال 2019، کوکاکولا نوشیدنی ازبکستان اسپانسر سوپر لیگ ازبکستان بوده است. از سال 2020 با شرکت بیمه "بیمه اپکس" همکاری برقرار کرد. این شرکت برای بیش از 1500 بازیکن حرفه ای ثبت نام شده در لیگ بیمه سلامت ارائه می کند.  از سال 2021 تا 2022، اپسیلون، شرکت سهامی بانک مدد اینوست، سیمان اکو تورون و کارخانه باتری جیزاخ حامیان مالی این پروژه بودند. در 16 مارس 2023، شرکت "BMB Holding" اسپانسر رسمی سوپرلیگ شد. همچنین طی سال 2023، پورتال اطلاع رسانی Olcha.uz و شرکت هواپیمایی خصوصی "Centrum Air" شریک لیگ حرفه ای فوتبال ازبکستان شدند. در 28 فوریه 2024، شرکت " Artel Electronics " که بزرگترین برند در بازار لوازم خانگی ازبکستان محسوب می شود، تا پایان سال 2026 عنوان اسپانسر سوپرلیگ را به خود اختصاص داد در 12 مارس سال جاری، "Uzcard" شرکت شریک رسمی لیگ حرفه ای فوتبال ازبکستان شد. 

## دستاوردها

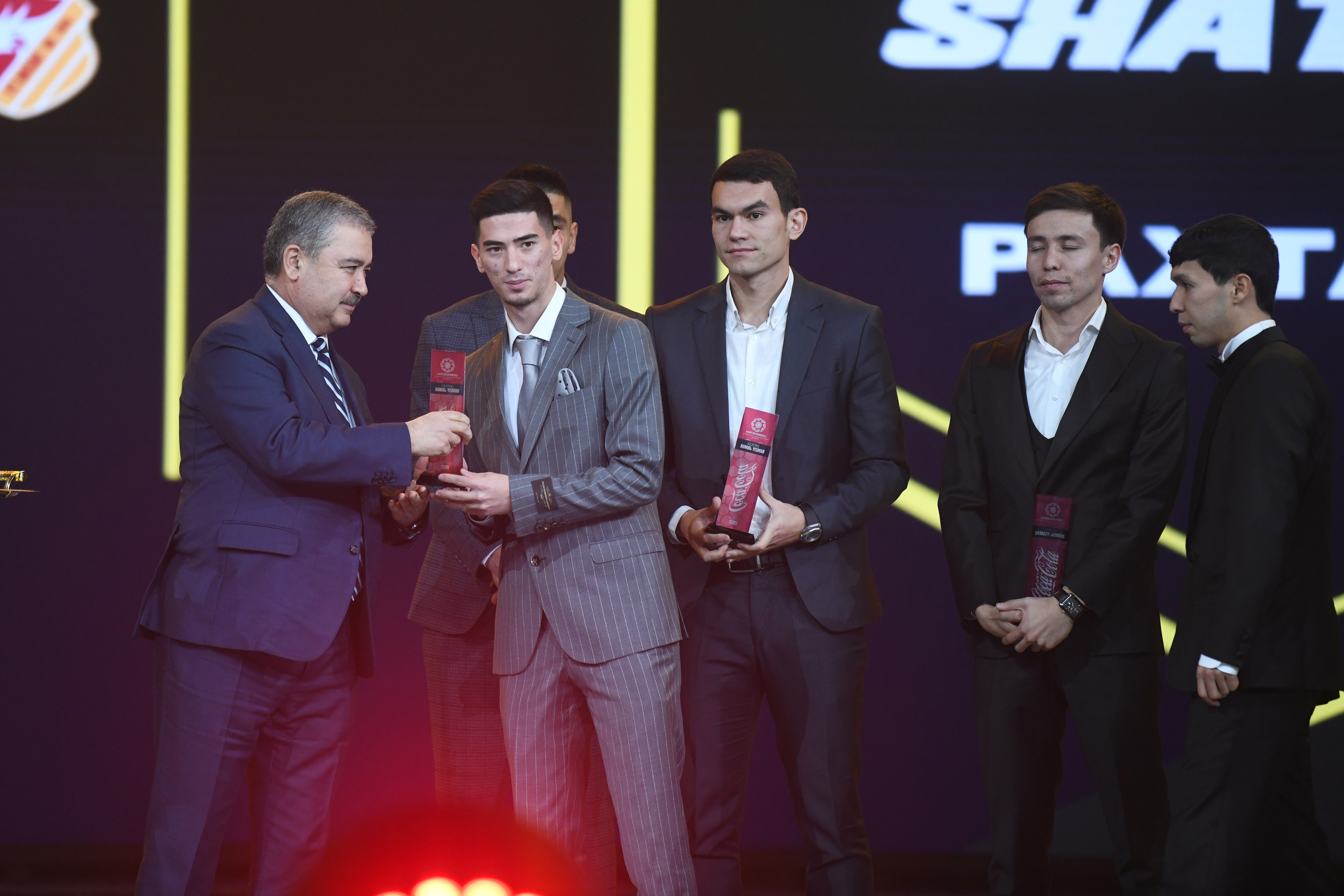
مراسم جوایز UzPFL 2022

لیگ حرفه ای فوتبال ازبکستان یکی از پیشتازان صدور مجوز در قاره آسیا است. در پایان سال 2021 ، 12 باشگاه ازبکستانی جواز کنفدراسیون فوتبال آسیا را کسب کردند و این سومین نتیجه برتر در این قاره به ثبت رسید. در سال 2021 در بین تیم های بانوان، 2 باشگاه از ازبکستان به عنوان اولین تیم در آسیا موفق به کسب مجوز شدند. 
وزارت دادگستری جمهوری ازبکستان و انجمن ملی سازمان های غیردولتی ازبکستان UzPFL را در فهرست "20 سازمان غیر دولتی شفاف" در سال 2021 قرار داده اند. 

## لینک های خارجی
- Official website
- ویدئو در یوتیوب
- لیگ حرفه ای فوتبال ازبکستان در تیک‌تاک
- لیگ حرفه ای فوتبال ازبکستان در اینستاگرام
- لیگ حرفه ای فوتبال ازبکستان در فیس‌بوک
- لیگ حرفه ای فوتبال ازبکستان در توییتر

- Uzbekistan Professional Football League // LinkedIn
- Uzbekistan Professional Football League // WhatsApp

رده:فوتبال در ازبکستان
رده:سازمان‌های ورزشی ازبکستان